# Пестречинский укрупнённый сельский район
Пестречинский сельский укрупнённый район (тат. Питрәч эреләндерелгән авыл районы) ― административно-территориальная единица в составе Татарской АССР в 1963—1965 гг., возникшая в результате административно-территориальной реформы в СССР в 1962–1963 годах. Центр — Зеленодольск.

## История
Район был образован в январе 1963 года. В его состав вошли все сельсоветы Лаишевского и Пестречинского районов, а также Высокогорский, Константиновский, Кощаковский, Красносельский, Новосельский, Пермяковский, Салмачинский, Чепчуговский, Шапшинский и Ямашурминский сельсоветы Высокогорского района и сельсоветы Рыбно-Слободского района, не вошедшие в состав Мамадышского района.
По состоянию на 1963 год район состоял из 58 сельсоветов, 1 поссовета (Лаишевский) и 326 населённых пунктов.
В июне 1963 года из населённых пунктов Большая Кульга и Малая Кульга Урахчинского сельсовета, Большая Осиповка, Малая Осиповка, Бетьковского сельсовета и Дон-Урай Троицко-Урайского сельсовета образован Большекульгинский селсовет с центром в селе Большая Кульга; Янчиковский с/с упразднён с передачей населённых пунктов Бетьковский сельсовет; из Русско-Ошняского с/с в Большеелгинский с/с переданы населённые пункты Кама, Масловка и Сорочьи Горы, которые и стали его центром, а сельсовет был переименован в Сорочье-Горский.
В сентябре 1963 года населённые пункты Александровка Емельяновского с/с, Большие Отары Песчано-Ковалинского с/с, Большое Некрасово Байтеряковского с/с, Большой Починок и Орловка Шигалеевского с/с, Венера Александровского с/с, 10 лет Октября и Память Ленина Пелёвского с/с, Ильинска Корноуховского с/с, Красное Поле Бетьковского с/с, Крутовка Кощаковского с/с, Малая Елань Новосельского с/с, Надежда Кряш-Сердинского с/с, Петрова Белка Шапшинского с/с исключены из учётных данных.
В июне 1964 года населённые пункты Апакаево и Ленино Апакаевского с/с объединены в один населённый пункт Ленино-Кокушкино, а сельсовет переименован в Ленино-Кокушкинский; образован Кулаевский сельсовет из н.п. Арышхазда, Большие Дюртили, Карповка, Кулаево (центр), Малые Дюртили Пестречинского с/с и Ивановка, Николо-Жмакино, Тверитиновка и Шемелка Старошигалеевского с/с; из Старошигалеевского с/с в Пестречинский с/с переданы н.п. Анненково, Новое Шигалеево, Петровка, Приютовка и Старое Шигалеево, а сам сельсовет упраздняется.
В октябре 1964 года село Масловка передано и Сорочье-Горского в Русско-Ошнякский с/с.
В январе 1965 года Высокогорский, Красносельский, Новосельский, Пермяковский, Чепчуговский, Шапшинскийи и Ямашурминский сельсоветы переданы воссозданному Высокогорскому району, Байтеряковский, Балыклы-Чукаевский, Бетьковский, Большекульгинский, Большеошнякский, Корноуховский, Новоарышский, Русско-Ошнякский, Рыбно-Слободский, Сорочье-Горский, Троицко-Урайский, Урахчинский, Шетнёво-Черемышевский и Шумковский сельсоветы переданы воссозданному Рыбно-Слободскому району, Лаишевский поссовет, Александровский, Большекабанский, Бутырский, Егорьевский, Емельяновский, Караишевский, Кирбинский, Куюковский, Малоелгинский, Нармонский, Никольский, Пелевский, Песчано-Ковалинский, Рождественский, Сапугольский, Сокуровский, Столбищенский, Тарлашинский, Татарско-Сараловский, Татарско-Янтыкский, Чирповский сельсоветы переданы Лаишевскому району, а Пестречинский сельский район преобразован в обычный район.